# Porter (Maine)
Porter ist eine Town im Oxford County des Bundesstaates Maine in den Vereinigten Staaten. Im Jahr 2020 lebten dort 1600 Einwohner in 824 Haushalten auf einer Fläche von 85,13 km².

## Geographie
Nach dem United States Census Bureau hat Porter eine Gesamtfläche von 85,13 km², von der 81,58 km² Land sind und 3,55 km² aus Gewässern bestehen.

### Geographische Lage
Porter liegt im Südwesten des Oxford Countys und grenzt an das York County im Süden und das Carroll County, New Hampshire im Westen. Die größten Seen auf dem Gebiet der Town sind die zentral gelegenen Colcord Pond und Bickford Pond. Weitere Seen sind die im Südwesten liegenden Mine Pond und Plaine Pond sowie im Südosten der Black Lake und die Spectacle Ponds. An der Grenze zu Hiram befindet sich der Stanley Pond. Der Ossipee River fließt in östliche Richtung durch den Süden der Town. Er bildet die Grenze zum südlich angrenzenden York County. Weitere kleinere Flüsse durchziehen das Gebiet. Die Oberfläche des Gebietes ist hügelig, die höchste Erhebung ist der 487 m hohe Whales Back an der Grenze zu New Hampshire im Nordwesten von Porter.

### Nachbargemeinden
Alle Entfernungen sind als Luftlinien zwischen den offiziellen Koordinaten der Orte aus der Volkszählung 2010 angegeben.
- Norden: Brownfield, 10,5 km
- Osten: Hiram, 9,4 km
- Süden: Parsonsfield, York County, 12,4 km
- Südwesten: Freedom, Carroll County, New Hampshire, 10,3 km
- Nordwesten: Eaton, Carroll County, New Hampshire, 11,1 km

### Stadtgliederung
In Porter gibt es mehrere Siedlungsgebiete: Kezar Falls, Porter, Porter Bridg, Porterfield und Stanley.

### Klima
Die mittlere Durchschnittstemperatur in Porter liegt zwischen −7,78 °C (18 °F) im Januar und 20,0 °C (68 °F) im Juli. Damit ist der Ort gegenüber dem langjährigen Mittel Maines um etwa 2 Grad kühler. Die Schneefälle zwischen Oktober und Mai liegen mit deutlich mehr als zwei Metern (bei einem Spitzenwert im Januar von knapp 50 cm) ungefähr doppelt so hoch wie die mittlere Schneehöhe in den USA. Die tägliche Sonnenscheindauer liegt am unteren Rand des Wertespektrums der USA.

## Geschichte
Den Grant für Porter bekam im September 1795 Dr. Aaron Porter mit weiteren, für den Betrag von £564. Zu den Bedingungen des Grants gehörte die Bereitstellung eines Grundstückes für eine Schule, ein weiteres Grundstück für den ersten Priester, der sich niederlassen würde und ein Grundstück für seinen Unterhalt. Außerdem sollten jedem Siedler, der sich vor dem 1. Januar 1784 niedergelassen hatte, 100 Acre (40,5 Hektar) übereignet werden. Zu diesem Zeitpunkt gab es vier Siedler, auf die das zutraf. Weitere Siedler kamen 1787 und 1791 nach Porter. Zumeist waren sie ehemalige Soldaten, die während der Revolution gedient hatten. Porter gehörte zum Territorium der Pigwacket, einem Stamm der Abenaki. Das Gebiet, welches vor der Organisation zur Town am 20. Februar 1807 als Porterfield Plantation bekannt war, erstreckte sich bis Fryeburg. Bei der Organisation im Jahr 1807 wurden etwa zwei Fünftel des Gebietes an Brownfield abgegeben.
Weitere Gebiete wurden in den Jahren 1831, 1832 und 1855 an Brownfield abgegeben.

### Einwohnerentwicklung
| Volkszählungsergebnisse – Town of Porter, Maine | Volkszählungsergebnisse – Town of Porter, Maine | Volkszählungsergebnisse – Town of Porter, Maine | Volkszählungsergebnisse – Town of Porter, Maine | Volkszählungsergebnisse – Town of Porter, Maine | Volkszählungsergebnisse – Town of Porter, Maine | Volkszählungsergebnisse – Town of Porter, Maine | Volkszählungsergebnisse – Town of Porter, Maine | Volkszählungsergebnisse – Town of Porter, Maine | Volkszählungsergebnisse – Town of Porter, Maine | Volkszählungsergebnisse – Town of Porter, Maine |
| Jahr                                            | 1800                                            | 1810                                            | 1820                                            | 1830                                            | 1840                                            | 1850                                            | 1860                                            | 1870                                            | 1880                                            | 1890                                            |
| ----------------------------------------------- | ----------------------------------------------- | ----------------------------------------------- | ----------------------------------------------- | ----------------------------------------------- | ----------------------------------------------- | ----------------------------------------------- | ----------------------------------------------- | ----------------------------------------------- | ----------------------------------------------- | ----------------------------------------------- |
| Einwohner                                       |                                                 | 292                                             | 487                                             | 841                                             | 1133                                            | 1208                                            | 1240                                            | 1104                                            | 1095                                            | 1015                                            |
| Jahr                                            | 1900                                            | 1910                                            | 1920                                            | 1930                                            | 1940                                            | 1950                                            | 1960                                            | 1970                                            | 1980                                            | 1990                                            |
| Einwohner                                       | 886                                             | 864                                             | 820                                             | 883                                             | 892                                             | 1052                                            | 975                                             | 1115                                            | 1222                                            | 1301                                            |
| Jahr                                            | 2000                                            | 2010                                            | 2020                                            | 2030                                            | 2040                                            | 2050                                            | 2060                                            | 2070                                            | 2080                                            | 2090                                            |
| Einwohner                                       | 1438                                            | 1498                                            | 1600                                            |                                                 |                                                 |                                                 |                                                 |                                                 |                                                 |                                                 |

## Kultur und Sehenswürdigkeiten

### Bauwerke
In Porter wurden zwei Bauwerke unter Denkmalschutz gestellt und ins National Register of Historic Places aufgenommen.
- Porter Old Meetinghouse, 1973 unter der Register-Nr. 73000267.[10]
- Porter-Parsonfield Bridge, 1970 unter der Register-Nr. 70000058.[11]

## Wirtschaft und Infrastruktur

### Verkehr
Die Maine State Route 25 verläuft in westöstlicher Richtung durch den südlichen Teil der Town parallel zum Ossipee River. Von ihr zweigt in zentraler Höhe in südliche Richtung die Maine State Route 160 nach Parsonsfield ab, die im Osten der Town in nördlicher Richtung entlang der östlichen Grenze zu Hiram die Town mit Brownfield verbindet.

### Öffentliche Einrichtungen
In Porter gibt es kein eigenes Krankenhaus oder medizinische Einrichtungen. Die nächstgelegenen Einrichtungen befinden sich in Fryeburg, Ossipee und North Conway, New Hampshire.
Die Kezar Falls Library im benachbarten Parsonsfield im York County steht auch den Bewohnern der Town Porter zur Verfügung.

### Bildung
Porter gehört mit Baldwin, Cornish, Hiram und Parsonsfield zum Maine School Administrative District 55.
Den Schulkindern stehen im Schulbezirk folgende Schulen zur Verfügung:
- Sacopee Valley Elementary School in Hiram
- Sacopee Valley Middle School in Hiram
- Sacopee Valley High School in Hiram

## Persönlichkeiten

### Söhne und Töchter der Stadt
- Samuel W. Gould (1852–1935), Politiker